# Stasys Šačkus
Stasys Šačkus (Marijampolė, 28 novembre 1907 – 9 novembre 1985) è stato un cestista lituano.

## Carriera
Con la Lituania ha disputato i Campionati europei del 1937, vincendo la medaglia d'oro.